# Judith Simser
Judith Simser (* 17. August 1941 in Montreal, Kanada), auch Judith Irwin Simser, OO ist eine kanadische Pädagogin, Pionierin der auditiv-verbalen Erziehung und des Hörtrainings für das Cochleaimplantat.

## Leben und Werk
Judith Simser besuchte von 1956 bis 1959 die Trafalgar School for Girls in Québec und studierte anschließend an der McGill University in Montreal, wo sie mit dem Bachelor of Education (B.Ed.) abschloss. In England erwarb sie das Overseas Diploma in Deaf Education des National College of Teachers of the Deaf (NCTD) (heute The British Association of Teachers of the Deaf (BATOD)) und in Washington, D.C. Diplome in Auditory-Verbal Therapy und Listening and Spoken Language der AG Bell Akademie.
Ihre Karriere als Gehörlosenpädagogin begann in den 1970er Jahren, nach der Geburt ihres gehörlosen Sohnes. Sie studierte weiter und machte einen Master-of-Business-Administration-Abschluss und einen für praktisches Recht. Ihr normalhörender Sohn hält einen Master in Gehörlosenpädagogik. Nach einem Praktikum in Kanada war sie von 1975 bis 1994 Supervisorin beim Aural Habilitation program im Audiology Department des Children’s Hospital of Eastern Ontario. Gleichzeitig lehrte sie von 1977 bis 1989 auf ihrem Gebiet an der McGill’s  School of Human Communication Disorders in Montreal.
1995–2001 lebte sie in Taiwan, baute zwei Audio-verbale Zentren auf und bildete Therapeuten aus. In Singapur, wo sie immer noch internationale Beraterin ist, bildete sie Therapeuten und Eltern aus verschiedenen südostasiatischen Ländern und Australien aus.
In den Vereinigten Staaten war sie als Verwaltungsratsmitglied und mit Task-Force Aufgaben hauptsächlich bei Auditory-Verbal International tätig. Sie verfasste zahlreiche Publikationen und erstellte audio-visuelle Schulungsprogramme.

„Je länger dem Gehirn akustischer Input vorenthalten wird, desto größer wird die resultierende sensorische Deprivation, die einen Mangel an sensorischer Stimulation des Gehirns verursacht. Nicht nur, dass sensorische Deprivation auditives Lernen verhindert, es verhindert auch das neuronale Wachstum. Bei der Abwesenheit von normaler Stimulation gibt es eine empfindliche Periode bis etwa 3.5 Jahre, in denen das menschliche zentrale auditorische System maximal plastisch bleibt, nach dem Alter von 7 Jahren wird die Plastizität stark reduziert.“

## Auszeichnungen
- 1992 erhielt sie den Order of Ontario für ihren Beitrag zur Lautsprachentwicklung bei hörbehinderten Kindern.
- 1993 erhielt sie die Canada 125th Commemorative Medal durch die kanadische Regierung.[4]
- Seit 2007 ist sie Alexander Graham Bell Global Ambassador, national und international anerkannt und begehrt als Beraterin für Auditory-Verbal Therapy (AVT) und als Mentor für die Ausbildung und als Autor für Therapeuten- und Elternprogramme.
- Für ihre großzügige Hingabe, ihre Beiträge und ihre weitherum akzeptierte Fachkompetenz, wurde sie zu einer der 125 Women of Trafalgar ausgewählt.[5]

## Veröffentlichungen
- Auditory-verbal intervention: Infants and toddlers. Volta Review, 95(3) 1993.
- The Simser series / Volume 1. Auditory-Verbal Learning Institute, Inc., Tampa, Florida 2005 (CD-ROM includes over 4 hours of Judith Simser’s lectures from the University of Ottawa’s seminar in Auditory-Verbal practices)
- Judith Simsers handouts – AVT. Fredericiaskolen, 2006
- Tips from a parent to parents hearinghouse.co.nz (Memento vom 12. November 2013 im Internet Archive) (PDF; 20 kB)
- Auditory-Verbal Techniques and Hierarchies  (PDF; 221 kB)